# Pacific PR01
El Pacific PR01 es un coche de Fórmula 1, diseñado por Paul Brown para la temporada 1993. Sin embargo, debido a problemas económicos, no corrió hasta 1994.

## Descripción general

### Nombre y livery
El nombre del coche PR01 lleva el nombre de Pacific Racing, siendo 01 su primer año en la Fórmula 1. El PR01 fue conducido por Paul Belmondo y Bertrand Gachot durante toda la temporada, siendo los pilotos de pruebas Oliver Gavin y Giovanni Lavaggi. Pacific carecía de un patrocinador principal para la temporada de 1994 y el coche llevaba muchos nombres diferentes en los pontones, incluido Ursus.
A pesar de contar con el suministro eléctrico de Ilmor, afiliado a Mercedes, el equipo Pacific sufrió el problema perenne de muchos equipos nuevos de Gran Premio: la falta de financiación. El PR01 fue diseñado para la temporada 1993 y terminó muy fuera de ritmo en 1994. La mayoría de las veces no lograba clasificarse, y el coche sólo llegó a la parrilla siete veces y nunca terminó una carrera.

### Aerodinámica
La mayor parte de la aerodinámica y el diseño del PR01 en su conjunto se basaron en el coche muerto de Reynard, que debía competir en 1992. En el proyecto participó personal muy experimentado, incluido Rory Byrne, entonces recientemente procedente de Benetton. Durante 1991, Reynard concluyó que el proyecto no estaría listo, por lo que todo el programa, incluida la fábrica de Enstone, se vendió a Benetton. Los datos de la investigación aerodinámica de Reynard se vendieron a Ligier y Pacific. Pacific perfeccionó el diseño con una aerodinámica de "mejor estimación", ya que el automóvil no se había sometido a ninguna de las pruebas vitales en el túnel de viento necesarias para refinar la aerodinámica del automóvil. El coche sólo tuvo unas pocas docenas de millas de pruebas en pista. No se realizaron mejoras importantes y debido a esto sufrió problemas fundamentales. Después de la tragedia de Imola se pretendían realizar importantes modificaciones, pero nunca se llevaron a cabo. Pacific, sin embargo, modificó el coche en la parte de las suspensiones, pero esto resultó ser insuficiente para mejorar el rendimiento del coche. El equipo también introdujo un morro bajo durante la temporada.

### Motor
El motor V10 de 3,5 L atmosférico de Ilmor tenía un diseño de dos años de antigüedad y tenía poca potencia para los estándares de 1994; no fue actualizado.

## Temporada 1994
El PR01 se utilizó en todas las carreras de la temporada. En la primera ronda de la temporada en Brasil, Belmondo no logró clasificarse, pero Gachot logró clasificarse. Desafortunadamente, abandono y quedó fuera de la carrera. Ambos no lograron clasificarse para la siguiente ronda en Aida, pero Gachot se clasificó para Imola pero se retiró por un problema de presión de aceite. Belmondo y Gachot se clasificaron para las dos siguientes rondas del campeonato mundial. Estas serían las dos únicas rondas de la temporada para las que se clasificaría Belmondo. Gachot se clasificó para la sexta ronda en Canadá, pero volvió a sufrir un problema de presión de aceite. Esta sería la última vez que cualquiera de los dos coches se clasificara en la temporada, ya que Gachot y Belmondo no se clasificaron para las diez rondas restantes de la temporada. El equipo incluso consideró retirarse del campeonato para trabajar en su chasis PR02, sin embargo, si esto sucediera, habrían tenido que pagar una multa sustancial.

## Resultados
(Clave) (negrita indica pole position) (cursiva indica vuelta rápida)

| Año     | Motor     | Neu. | N.º | Pilotos         | 1   | 2   | 3   | 4   | 5   | 6   | 7   | 8   | 9   | 10  | 11  | 12  | 13  | 14  | 15  | 16  | Puntos | Pos. |
| ------- | --------- | ---- | --- | --------------- | --- | --- | --- | --- | --- | --- | --- | --- | --- | --- | --- | --- | --- | --- | --- | --- | ------ | ---- |
| 1994    | Ilmor V10 | G    |     |                 | BRA | PAC | SMR | MON | ESP | CAN | FRA | GBR | GER | HUN | BEL | ITA | POR | EUR | JPN | AUS | 0      | NC   |
| 1994    | Ilmor V10 | G    | 33  | Paul Belmondo   | DNQ | DNQ | DNQ | Ret | Ret | DNQ | DNQ | DNQ | DNQ | DNQ | DNQ | DNQ | DNQ | DNQ | DNQ | DNQ | 0      | NC   |
| 1994    | Ilmor V10 | G    | 34  | Bertrand Gachot | Ret | DNQ | Ret | Ret | Ret | Ret | DNQ | DNQ | DNQ | DNQ | DNQ | DNQ | DNQ | DNQ | DNQ | DNQ | 0      | NC   |
| Fuente: |           |      |     |                 |     |     |     |     |     |     |     |     |     |     |     |     |     |     |     |     |        |      |